# Sös
Kvinnonamnet Sös, eller Søs som är den riktiga stavningen, är ett modernt namn som är ursprungligen från det danska språkets "Søster" vilket betyder syster.